# 衛忠藩
衛忠藩 MEP（法語：Jean-Marie-Michel Blois；1881年9月18日—1946年5月18日）是天主教法國籍總主教及巴黎外方傳教會會士。曾任南滿宗座代牧、奉天宗座代牧（1921年-1946年）和奉天總教區總主教（1946年）。 他是天主教聖母聖心修女會的創辦人。

## 生平
卫忠藩出生1881年9月18日，在法蘭西第二共和國西部大西洋盧瓦爾省的市鎮馬什庫勒，1904年9月18日，他23歲時加入巴黎外方传教会。1905年6月29日，衛忠藩在23歲時晉鐸，且於同年11月30日被派遣前往中國滿州傳教。他在靠山屯学习简单的中文，並管理牛庄修院。1906年，卫忠藩受命赴黑山县重建在庚子之亂被毁的圣母无染原罪堂。
1921年12月19日，衛忠藩在40歲時獲時任教宗本篤十五世出任成為南滿宗座代牧區宗座代牧，領銜阿爾及利亞蘭貝西教區主教。1922年5月28日，在奉天由韓國大邱宗座代牧方濟·德曼格主教主礼晉牧。
1924年12月3日，南滿宗座代牧區以教座所在地方更名為奉天宗座代牧區，且在南关耶稣圣心主教座堂西侧建造主教公署。1939年，襄禮晉牧惠化民為吉林助理宗座代牧。1946年4月11日，聖座在中國設立聖統制，奉天宗座代牧區升格為奉天總教區，屬於满洲教省，衛忠藩升任成為奉天總教區首任總主教。
但是，同年5月18日衛忠藩總主教在中華民國奉天省瀋陽去世，年64岁 。由费声远神父署理教區。

## 參看
- 天主教聖母聖心修女會